# Хутиевые
Хутиевые, или хутии, или ежовые крысы (лат. Capromyinae), — подсемейство млекопитающих из семейства щетинистых крыс отряда грызунов. Распространены на островах Вест-Индии, включая Кубу.
Это грызуны мелких и средних размеров: длина тела 30—50 см; вес — до 7 кг. Внешне напоминают нутрию, которую иногда относят к этому же семейству. Телосложение у хутий тяжёлое, плотное. Голова крупная, с притуплённой широкой мордой. Глаза маленькие. Уши небольшие, мясистые. Конечности относительно короткие, 5-палые, хотя первый палец на передних конечностях сильно уменьшен. Кисть и стопа широкие; когти сильные. Длина хвоста 3,5—30 см. Хвост голый или слабоопушённый, иногда хватательный. Волосяной покров обычно грубый, жёсткий. Окраска меха как правило серая или коричневая. Зубов 20.
Хутии населяют лесные, иногда холмистые районы, антропогенные ландшафты. Ведут наземный или древесный (кубинские хутии) образ жизни. Рацион растительный, но некоторые хутии поедают и беспозвоночных или даже ящериц. Нор не роют, обычно занимая дупла деревьев или расщелины под камнями. Самка приносит до 4 детёнышей, которые рождаются полностью покрытыми шерстью, с открытыми глазами. Несколько видов достаточно широко распространены, но большинство считаются вымирающими.

## Классификация
Описано порядка 20 видов хутиевых, относящихся к 8 родам. Однако примерно половина из них, вероятно, уже вымерла. Традиционно хутиевые рассматриваются как самостоятельное семейство Capromyidae, но молекулярно-генетические исследования позволяют считать их подсемейством семейства щетинистых крыс (Echimyidae).
Подсемейство Capromyinae
- Триба Capromyini
  - Род Capromys
    - Хутия Гарридо (Capromys garridoi)
    - Кубинская хутия (Capromys pilorides)

  - Род Короткохвостые хутии (Geocapromys)
    - Ямайская хутия (Geocapromys brownii)
    - Geocapromys caymanensis
    - Багамская хутия (Geocapromys ingrahami)
    - † Geocapromys columbianus
    - † Островная хутия (Geocapromys thoracatus)

  - Род Мезокапромисы (Mesocapromys)
    - Хутия Кабреры (Mesocapromys angelcabrerai)
    - Ушастая хутия (Mesocapromys auritus)
    - Чернохвостая хутия (Mesocapromys melanurus)
    - Крошечная хутия (Mesocapromys nana)
    - † Санфилипская хутия (Mesocapromys sanfelipensis)

  - Род Длиннохвостые хутии (Mysateles)
    - Цепкохвостая хутия (Mysateles prehensilis)
- † Триба Hexolobodontini
  - † Род Hexolobodon
    - † Гаитянский гексолободон (Hexolobodon phenax Miller, 1929) известен только по скелетным остаткам из пещер Центрального Гаити. Исчез примерно в XVII веке, вскоре после заселения острова европейцами[4].
- Триба Isolobodontini
  - Род Складчатозубые хутии (Isolobodon)
    - † Горная хутия (Isolobodon montanus Miller, 1922), или узколобый изолободон. Вид обитал на острове Гаити. Известен по скелетным остаткам. Исчез примерно в XVI веке[4].
    - † Пуэрто-риканская хутия (Isolobodon portoricensis Allen, 1916) обитала в восточной части острова Гаити, на острове Пуэрто-Рико и на Виргинских островах. Вид известен по скелетным остаткам. Исчез примерно в XVI веке[4].
- Триба Plagiodontini
  - Род Гаитянские хутии (Plagiodontia)
    - Загути (Plagiodontia aedium)
    - † Санрафаэльская хутия (Plagiodontia araeum)
    - † Саманская хутия (Plagiodontia ipnaeum Rimoli, 1976). Известна по скелетным остаткам с острова Гаити. Исчезла примерно в XVII веке[4].

  - Род Rhizoplagiodontia
    - † Хутия Лемке (Rhizoplagiodontia lemkei)